# Carpe Diem (együttes)
A Carpe Diem 1993 és 1997 között aktív magyar könnyűzenei együttes volt. Legismertebb slágerük az Álomhajó.
Az együttes 1993-ban alakult Budapesten. Zenéjük elsősorban a diszkót kedvelő közönséget célozta meg. Első albumuk 1994 júniusában jelent meg, címe az együttes nevének fordítása: Élj a mának. Ezt követte 1995-ben a második album, a Lépj tovább. A zenekar első videóklipjeiben és koncertjein az együttes egyik tagja, Funnah Fanny, Stefanidu Janula énekesnő hangjára playbackelt, utóbbi énekelte az Álomhajó című slágert is.  Fanny 1996-ban szólólemezt készített Élj a maximumon! címmel, majd Bessenyei István producer vette szárnyai alá a csapatot. Ugyanabban az évben a szintetizátoros Benda Gergely kilépett a zenekarból, és megalakította a La Luna formációt. A duóvá alakult együttes kiadta harmadik, egyben legsikeresebb albumát, az Álomhajót. A Carpe Diem feloszlását követően Erős Attila lemezlovasként működött tovább, neve az Erős & Spigiboy párosból ismert.

## Albumok
- 1994 – Élj a mának (Sony Music)
- 1995 – Lépj tovább (Sony Music)
- 1997 – Álomhajó (Warner-Magneoton)

## Külső hivatkozások
- Túlélésre játszó popzenészek